# João Gilberto
João Gilberto Prado Pereira de Oliveira (Juazeiro, 10 de juny de 1931 - 6 de juliol de 2019) va ser un músic i cantant brasiler, considerat juntament amb Antônio Carlos Jobim com un dels creadors de la bossa nova.

## Carrera professional
Va aprendre a tocar la guitarra de manera autodidacta. L'any 1950 va emigrar a la ciutat de Rio de Janeiro, on va tenir algun èxit cantant a la banda Garotos da Lua. Després de ser expulsat de la banda per rebel·lia, va passar alguns anys sense feina, però amb la idea pertinaç de crear una nova forma d'expressió musical amb la guitarra.
El seu esforç finalment va donar resultat després de conèixer a Tom Jobim -pianista i compositor amb educació clàssica que també tocava jazz nord-americà-, amb qui comença a madurar l'estil que es va conèixer com a bossa nova (traduïble al català com nova onada o nova moda). era una destil·lació del ritme de percussió i sincopat del samba, en una forma simplificada que podia ser tocada amb una guitarra sense acompanyament. S'atribueix a João Gilberto la creació d'aquest gènere. També va introduir una nova forma de cantar, a baix volum.
El 1958 es va presentar el disc Canção do Amor Demais de la cantant Elizeth Cardoso, que incloïa composicions de Jobim amb lletres de Vinícius de Moraes. Poc temps després João Gilberto va gravar el seu primer disc, anomenat Chega de Saudade. La cançó que li dona títol al disc de Gilberto també estava en l'àlbum de Cardoso i va ser un èxit al Brasil. Aquesta obra va llançar la carrera musical de João Gilberto, i també el moviment musical Bossa Nova. A més de diverses composicions de Tom Jobim, el disc contenia diverses sambes i cançons populars dels anys 30 però arreglades amb el distintiu estil de la bossa nova.
El 1960 i 1961, Gilberto va llançar dos discs més que contenien cançons compostes per una nova generació de cantants i compositors. Hi col·laboraren Carlos Lyra, Dorival Caymmi, Ronaldo Bôscoli o Roberto Menescal. En aquests àlbums apareixen temes com Samba de uma nota só, Corcovado, Samba da minha terra o O barquinho.
Al voltant de 1962 la bossa nova ja havia estat assimilada per músics de jazz nord-americans com Stan Getz. Aquest últim va convidar a João Gilberto i Tom Jobim el 1963 perquè col·laboressin en el que va acabar convertint-se en un dels discs de fusió bossa-nova / jazz més aclamats per la crítica i més venuts de la història. Getz / Gilberto va ser publicat al març de 1964 i va obtenir el Grammy el 1965. D'aquest treball destaca la composició de Jobim / de Moraes Garota de Ipanema (i la seva versió en anglès, The Girl from Ipanema), que es va convertir en una cançó clàssica del pop internacional i va portar a la fama a la cantant Astrud Gilberto, per aquell temps dona de João Gilberto.
João Gilberto va residir en Mèxic entre 1968 i 1970, per causa de la dictadura que governava el Brasil. Allà va publicar dos àlbums: Ela é carioca i En México.
L'èxit de la bossa nova al Brasil va decaure a finals dels seixanta, arraconada pel sorgiment de l'MPB i, a principis dels 70, per la Jovem Guarda i la Tropicália. El bahiano adapta la seva música inspirant-se en aquestes noves propostes, com es pot veure en l'exitòs LP João Gilberto, publicat el 1973. El 1976 va ser publicat The Best of Two Worlds, amb la participació de Stan Getz i de la dona de Gilberto, la cantant Miúcha, germana de Chico Buarque. El disc Amoroso (1977) va tenir arranjaments del músic Claus Ogerman.
En el disc de 1981, Brasil, João Gilberto va treballar ma a ma amb les estrelles del tropicalisme: Gilberto Gil, Caetano Veloso i Maria Bethania. El 1991 va publicar João, un disc particular per no comptar amb cap composició de Tom Jobim i que, en canvi, va utilitzar cançons de Caetano, Cole Porter i composicions en espanyol. El treball João Voz e Violão, publicat el 2000, va marcar un retorn als clàssics de la bossa nova i va tenir la producció musical de Caetano Veloso.
També té importants àlbums enregistrats en directe, com Live in Montreux, Prado Pereira de Oliveira, Live at Umbria Jazz o In Tokio.

### Plet contra la EMI
Els primers treballs publicats per Gilberto van ser editat per la filial brasilera de la discogràfica Odeon Records. L'any 1987, quan el segell ja funcionava sota el nom EMI al Brasil, la companyia va decidir llançar la remasterització de Chega de Saudade; O Amor, o Sorriso e a Flor; João Gilberto i João Gilberto Cantando as Músicas do Filme Orfeu do Carnaval, en un box titulat O Mito (The Legendary João Gilberto, en el mercat internacional).
L'any 1992 l'artista va iniciar accions legals contra EMI, demandant-la per haver editat aquests treballs sense el seu consentiment i per haver-los alterat, ja que les cançons havien sigut remasteritzades i editades de nou, a més de canviar-los d'ordre. Durant la duració del plet, la companyia va retirar de la venda tota la discografia que Gilberto havia enregistrat amb ells. El procés, que es va allargar fins al 2015, va concloure amb l'entrega dels màsters originals a l'autor, l'abonament dels royalties per la venda del box i el compromís de no publicar cap més treball sense l'autorització de Gilberto. En el moment de la mort de Gilberto, EMI encara no havia satisfet les quantitats reclamades.

### Premis Grammy
João Gilberto va rebre 6 nominacions als Premis Grammy, guanyant-ne dos. A més, el Saló de la Fama de l'Acadèmia compta amb tres obres seves (sense comptar The girl from Ipanema, que apareix a nom de Getz i Astrud).
| Any  | Premi               | Categoria                                         | Treball                           | Resultat  |
| ---- | ------------------- | ------------------------------------------------- | --------------------------------- | --------- |
| 1965 | 7ns Premis Grammy   | Grammy a l'àlbum de l'any                         | Álbum Getz/Gilberto amb Stan Getz | Guanyador |
| 1965 | 7ns Premis Grammy   | Grammy a la millor interpretació masculina de pop | Álbum Getz/Gilberto amb Stan Getz | Nominat   |
| 1965 | 7ns Premis Grammy   | Grammy a les millors notes d'àlbum                | Álbum Getz/Gilberto amb Stan Getz | Nominat   |
| 1978 | 20ns Premis Grammy  | Millor interpretació masculina de jazz            | Álbum Amoroso                     | Nominat   |
| 1989 | 31ns Premis Grammy  | Millor interpretació masculina de jazz            | Álbum Live in Montreux            | Nominat   |
| 1999 | Grammy Hall of Fame | Grammy Hall of Fame                               | Álbum Getz/Gilberto amb Stan Getz | Guanyador |
| 2000 | Grammy Hall of Fame | Grammy Hall of Fame                               | Single Chega de Saudade           | Guanyador |
| 2001 | Grammy Hall of Fame | Grammy Hall of Fame                               | Álbum Chega de Saudade            | Guanyador |
| 2001 | 43ns Premis Grammy  | Grammy al millor àlbum de música universal        | Álbum João Voz e Violão           | Guanyador |

## Vida personal
João Gilberto va casar-se dos cops. Amb Astrud Gilberto (1959-1964) va tenir el seu fill gran, João Marcelo (n. 1960). El segon matrimoni fou amb Miúcha (1965-1971), la mare de la Bebel (n. 1966), qui també es dedica a la música. La seva relació més duradora fou, però, amb la moçambiquesa Maria do Céu Harris, a qui va conèixer en 1984 i que va acompanyar-lo fins al seu decés. A més, Gilberto va tenir una tercera filla, Luisa Carolina (n. 2004), filla de la seva exmànager Claudia Faissol.
Els últims anys de Gilberto van rebre l'atenció dels mitjans, pels problemes econòmics del cantant. Els fills grans es van unir en una querella contra Faissol, a qui van acusar d'arruinar al cantant i guitarrista. A més, Bebel va sol·licitar per via judicial la incapacitació del seu pare i, temps enrere, havia demandat al seu germà gran per injúries. Per la seva part, Maria do Céu també va iniciar un tràmit legal per reconèixer la unió estable amb Gilberto i garantir així una part de l'herència.
Després de la mort de l'artista, a causa d'una fallada multiorgànica, es realitzà la vetlla al Theatro Municipal do Rio de Janeiro. El seu cos va rebre sepultura al cementiri Parque da Colina de Niterói.

## Discografia
| - 1951: Quando Você Recordar / Amar é Bom - 1951: Anjo Cruel / Sem Ela - 1952: Quando Ela Sai / Meia Luz - 1958: Chega de Saudade / Bim Bom - 1958: Desafinado / Hô-bá-lá-lá - 1959: Chega de Saudade - 1960: O Amor, o Sorriso e a Flor - 1961: João Gilberto - 1962: João Gilberto Cantando as Musicas do Filme Orfeo do Carnaval - 1962: Boss of Bossa Nova - 1962: Bossa Nova at Carnegie Hall - 1963: The Warm World of João Gilberto - 1964: Getz/Gilberto amb Stan Getz - 1965: Herbie Mann & João Gilberto with Antônio Carlos Jobim - 1966: Getz/Gilberto Vol. 2 amb Stan Getz - 1970: João Gilberto en Mexico - 1973: João Gilberto - 1976: The Best of Two Worlds amb Stan Getz | - 1976: Getz/Gilberto '76 amb Stan Getz - 1976: Amoroso - 1977: Gilberto and Jobim - 1980: João Gilberto Prado Pereira de Oliveira - 1981: Brasil (amb Caetano Veloso, Gilberto Gil i Maria Bethânia) - 1985: Interpreta Tom Jobim - 1985: Meditação - 1986: Live in Montreux - 1988: O Mito - 1990: Stan Getz meets João & Astrud Gilberto - 1991: João - 1994: Eu Sei que Vou Te Amar - 1996: Live at Umbria Jazz - 2000: João Voz e Violão - 2004: In Tokyo - 2007: For Tokyo - editat només al Japó - 2015: Um encontro no Au bon gourmet |